# 协和镇
协和镇，是中华人民共和国贵州省毕节市黔西市下辖的一个乡镇级行政单位。
2013年5月9日，贵州省人民政府批复同意撤销协和彝族苗族乡，设置协和镇，镇人民政府驻和谐社区。

## 行政区划
协和镇下辖以下地区：
协和社区、协和村、杨柳村、青龙村、爱国村、化甲村、半坡村、地庙村、石人村、石浪厂村、仡仲村、长峰村、木弄村、新丰村和果坝村。